# Schweizer Jugendherbergen

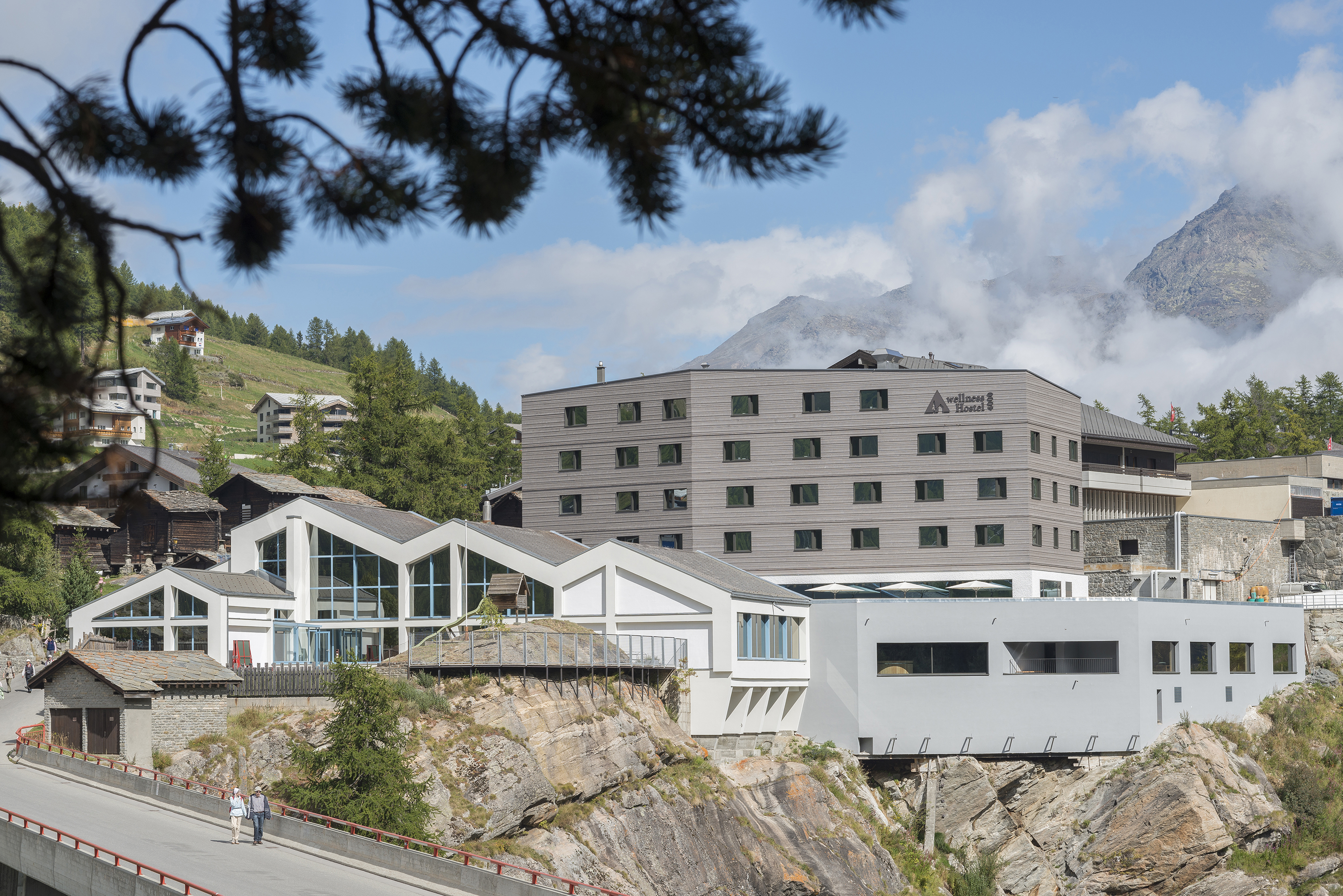
wellnessHostel4000 in Saas-Fee.

Die Schweizer Jugendherbergen sind ein Verein, der in der Schweiz Jugendherbergen betreibt. Er ist Mitglied des Dachverbandes Hostelling International.
Die Schweizer Jugendherbergen verfügte im Jahr 2024 über 49 Betriebe (davon 7 Franchisebetriebe) mit 6’010 Betten. Bei 813'412 Logiernächten (880’046 inkl. Franchiser) wurde ein Betriebsertrag von 60,7 Millionen Franken erzielt.

## Geschichte

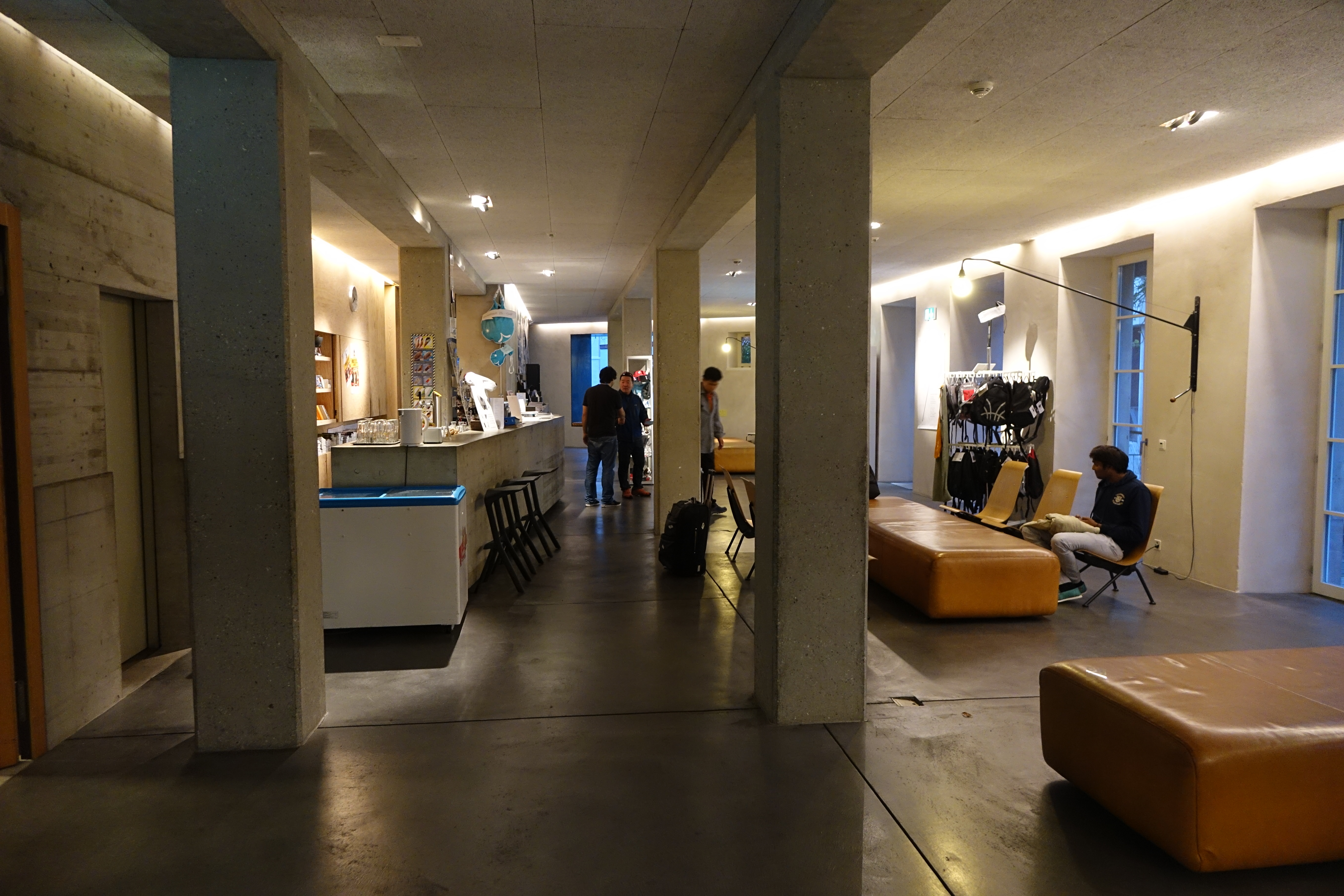
In der Jugendherberge Basel

Am 28. April 1924 gründeten rund 70 Vertreter von Jugendverbänden im „Mädchenklub Gartenhof“ in Zürich die „Zürcherische Genossenschaft zur Errichtung von Jugendherbergen“. Ende Juli 1924 bestanden 12 Herbergen und vier Unterkunftsmöglichkeiten, Letztere auf Heu- und Strohbasis. Die Organisation zählte im Jahr 1925 277 Benutzerkarten resp. Mitglieder.
Von 1926 bis 1938 stieg die Zahl der Herbergen, nun unter dem Namen „Schweizer Jugendherbergen“, von 80 auf 208 an und die Übernachtungen von 7'000 auf 168'000. Im Kriegsjahr 1940 übernachteten 91 Ausländer in Jugendherbergen, während die einheimischen Gäste 135'000 Übernachtungen generierten – rund ein Viertel der Einheimischen waren Soldaten. Rekordjahr bildet das Jahr 2008 mit 986'471 Logiernächte in 58 Jugendherbergen.
Rund 50 Jahre nach der Gründung des Vereins Schweizer Jugendherbergen wurde die Liegenschafts- und Vermögensverwaltung in die Schweizerische Stiftung für Sozialtourismus ausgegliedert und vom Betrieb der Jugendherbergen getrennt.
1992 fusionierten die Kreisvereine Zürich, Nordostschweiz, Bern, Ostschweiz und Neuenburg/Waadt zum Verein „Schweizer Jugendherbergen“. Zwei Jahre später wurde eine Geschäftsstelle in Zürich eröffneten. Die Kreise Schaffhausen und Tessin blieben noch mehrere Jahre eigenständig und fusionierten 1999.
Das in Saas-Fee eröffnete wellnessHostel4000 im Jahr 2014 ist das weltweit erste Hostel mit eigenem Wellness- und Fitnessbereich, diese Kategorie der neuen Generation Jugendherbergen mit dem wellnessHostel3000 in Laax mit Eröffnung im Jahr 2021 erweitert.
Die Schweizer Jugendherbergen verfolgen eine konsequente Nachhaltigkeitsstrategie, welche bereits mehrfach ausgezeichnet wurde, zuletzt im Jahr 2022 im Rahmen des Niesen Summit (ehem. Milestone).

## Nachhaltigkeit bei den Schweizer Jugendherbergen
Die Schweizer Jugendherbergen verfolgen ein umfassendes Nachhaltigkeitskonzept, das ökologische, ökonomische und soziale Aspekte berücksichtigt.
Ökologie
Beim Bau und Betrieb der Jugendherbergen wird auf Umweltverträglichkeit geachtet. Mehrere Häuser erfüllen den Minergie- oder Minergie-P-Eco-Standard. Die Gebäude werden mit erneuerbaren Energien wie Sonnenenergie, Holz oder Abwärme beheizt. Seit 2009 stammt der Strom zu 100 % aus Wasserkraft. In einigen Häusern wird Strom durch Photovoltaikanlagen erzeugt, und Warmwasser wird teilweise über Sonnenkollektoren bereitgestellt. Die Jugendherbergen sind mit dem EU-Umweltzeichen und dem Nachhaltigkeitslabel ibex fairstay zertifiziert. In Zusammenarbeit mit der Energieagentur der Wirtschaft (EnAW) verpflichten sie sich zur CO₂-Reduktion und zur Steigerung der Energieeffizienz. Das Gastronomiekonzept Yoummi trägt zur Reduktion von CO₂-Emissionen im Lebensmittelbereich bei.
Ökonomie
Als Nonprofit-Organisation streben die Schweizer Jugendherbergen eine Balance zwischen sozialem Auftrag und wirtschaftlicher Rentabilität an. Die Erlöse aus dem Betrieb dienen der Sicherung von Arbeitsplätzen sowie der Weiterentwicklung des Angebots.
Soziales
Die Preisgestaltung ist auf Erschwinglichkeit bei gleichzeitigem Qualitätsanspruch und fairen Löhnen ausgerichtet. Seit 2008 wird verstärkt in barrierefreie Infrastruktur investiert, um Menschen mit Behinderungen einen besseren Zugang zu ermöglichen.